# Vertauschtes Glück
Vertauschtes Glück, auch bekannt als Die große Lüge (Originaltitel: The Great Lie), ist ein US-amerikanisches Filmdrama von Edmund Goulding aus dem Jahr 1941. Die Hauptrollen sind mit Bette Davis, George Brent und Mary Astor besetzt.
Das Drehbuch basiert auf dem Roman The Far Horizon von Polan Banks.
Uraufgeführt wurde der Film am 5. April 1941 in Littleton, New Hampshire. In Deutschland wurde Vertauschtes Glück am 7. April 1998 als Fernsehpremiere in der ARD gezeigt.

## Handlung
Die Konzertpianistin Sandra Kovak und der Pilot Pete Van Allen heiraten kurzentschlossen. Petes Anwalt erklärt ihm, dass Sandras Scheidung noch nicht rechtskräftig und ihre Ehe damit ungültig sei. Pete, der erkennen muss, dass er die herrschsüchtige Sandra nicht liebt, flieht – um Abstand zu gewinnen – nach Maryland zu seiner langjährigen Freundin Maggie Patterson. Maggie liebt Pete aufrichtig, macht sich aber Sorgen wegen seines Alkoholkonsums. Petes Versuch, mit Maggie über die Geschehnisse der letzten Zeit zu sprechen, scheitert, da Maggie sich tief verletzt von ihm zurückzieht. So kehrt Pete wieder zu Sandra zurück, ohne dass Maggie weiß, dass Petes Ehe mit Sandra ungültig ist. Sandra, die immer noch davon ausgeht, mit Pete verheiratet zu sein, wird von ihm aufgeklärt, dass ihre Eheschließung ungültig sei und wiederholt werden müsse. Er will das Prozedere eine Woche später an dem Tag, an dem Sandras Scheidung rechtskräftig geworden ist, wiederholen. Sandra besteht darauf, dass sie an diesem Tag ein Konzert in Philadelphia geben müsse und nicht in New York sein könne. Pete wartet bis Mitternacht auf Sandras Rückkehr nach New York. Sie erscheint jedoch nicht. Kurzerhand heiratet Pete nun doch Maggie, die er eigentlich liebt.
Fünf Tage später wird Pete für Arbeitsgespräche nach Washington, D.C. beordert, während Maggie in New York auf ihn wartet. Hier erfährt sie, dass Sandra ein Kind erwartet. Sandra beabsichtigt, Pete mit Hilfe des Babys an sich zu binden und macht Maggie eine entsprechende Kampfansage. Pete, der seine Maschine über den brasilianischen Urwald steuert, kehrt von diesem Flug nicht zurück. Das Flugzeug wird bald darauf als vermisst gemeldet, Suchaktionen bleiben erfolglos. Maggie schlägt vor, Sandras Kind aufzunehmen und großzuziehen. Im Gegenzug will sie für Sandras finanzielle Unabhängigkeit sorgen. Die beiden Frauen ziehen sich in die Wüste von Arizona zurück und erwarten die Geburt des Kindes. Sandra bringt einen Sohn zur Welt und kehrt danach in ihre Glitzerwelt als Pianistin zurück. Maggie begibt sich mit Pete junior zurück in ihr Zuhause und gibt das Baby als ihr eigenes aus.
Etwas später wird Pete lebend gefunden. Seine Freude, Vater zu sein, ist offensichtlich. Maggie erzählt ihm nicht, wer die wirkliche Mutter des Kindes ist. Sandra versucht, über das Kind wieder an Pete heranzukommen und erzählt Maggie, dass Pete nur wegen des Kindes bei ihr bleibe. Sobald er die Wahrheit wisse, werde er sie verlassen und zu ihr, die er immer geliebt habe, zurückkommen. Daraufhin erzählt Maggie Pete die Wahrheit. Pete ist sich inzwischen jedoch über seine Gefühle für Maggie im Klaren und macht schweren Herzens den Vorschlag, dass Sandra das Kind behalten könne, er aber in jedem Fall bei Maggie bleibe. Daraufhin entscheidet sich Sandra zu gehen und belässt das Kind, mit dem sie nach wie vor nichts anfangen kann, in der Obhut von Maggie und Pete.

## Produktion und Hintergrund
Es handelt sich um eine Produktion von Warner Bros. Die Dreharbeiten fanden von Ende Oktober bis Mitte Dezember 1940 in Kalifornien statt. Einige Szenen wurden vor Ort bei der Warner Ranch in Calabasas und in der Mojave-Wüste in der Nähe von Victorville gedreht. Der Film hatte drei verschiedene Arbeitstitel: Far Horizon; Women of the World und January Heights.
The Great Lie (Vertauschtes Glück) war Bette Davis letzter im Jahr 1940 abgedrehter Film und ihr erster Film, der 1941 in die Kinos kam. In diesem Filmdrama buhlen zwei Frauen (Bette Davis und Mary Astor) um denselben Mann. Die Davis spielt die feinsinnige Maggie und die Astor die etwas verruchte nur an ihrer Karriere interessierte Pianistin Sandra. Die Rolle der Astor war ursprünglich so gedacht, dass sie nur als Hintergrundfigur dienen sollte mit dem Zweck, die Liebe zwischen den beiden Hauptfiguren (Bette Davis und George Brent) zu stören. Bette Davis war jedoch von Mary Astors Probeaufnahmen so angetan, dass sie sich nicht nur dafür einsetzte, dass die Astor die Rolle erhielt, sondern darüber hinaus dafür sorgte, dass die Rolle der Astor ihrer vom Umfang her angeglichen wurde, sodass es zwei fast gleichwertige Frauenrollen in dem Film gibt. Das Engagement der Schauspielerin zahlte sich insgesamt aus und machte das Drehbuch besser. Als Mary Astor den Oscar für ihre „brillante Darstellung“ der Sandra Kovaks erhielt, schrieb sie dieses Verdienst zu einem Großteil den Bemühungen der Davis zu. Außer ihr erwähnte sie in ihrer Dankesrede auch die Musik von Pjotr Iljitsch Tschaikowski und dankte diesem dafür.
Während die Flugszenen von George Brent, der eine Pilotenlizenz besaß, selbst ausgeführt wurden, wurden die Szenen, in denen Mary Astor Klavier spielte, mit den Händen Norma Drury Boleslavsky gedoubelt. Im Hintergrund saß Max Rabinovitch am Klavier. In einer Lux Radio Theatre-Übertragung vom 2. März 1942 traten Brent und Astor in ihren angestammten Rollen auf. In einer Lux Video Theatre Adaption von 1957 spielten Jan Sterling, Catherine McLeod und Glenn Langan die Hauptrollen.

## Kritik
„Ein verzwicktes Melodram, das trotz seiner unglaubwürdigen Handlung dank einer soliden Regie und des hervorragenden Spiels der beiden Hauptdarstellerinnen annehmbar unterhält.“

„Edmund Goulding drehte dieses ungewöhnliche Melodram um eine erbitterte Frauenfeindschaft, dessen gebrochene Figuren am Schluss nicht zu einem harmonischen Happy-End zusammenfinden. Mary Astor wurde für ihre überzeugende Darstellung der Sandra 1942 mit dem Oscar als beste Nebendarstellerin ausgezeichnet.“

„Bosley Crowther von der New York Times war der Meinung, dass die Szenen, in denen Miss Astor als Sandra Kovak in Arizona das Baby erwartet und bekommt, ‚die mit Abstand besten des Films seien.‘ Da ‚knistere‘ es und ‚sardonischer Humor‘ blitze auf.“

## Auszeichnung
Auf der Oscarverleihung 1942 wurde Mary Astor für ihre Leistung in diesem Film mit dem Oscar in der Kategorie „Beste Nebendarstellerin“ ausgezeichnet.

## DVD-Veröffentlichung
- Vertauschtes Glück. Herausgegeben von Warner Home Video am 13. Juni 2008. 103 Minuten.[6]